# Весняк
Весняк — річка  в Україні, у Коломийському  районі Івано-Франківської області, ліва притока Лючки  (басейн Дунаю).

## Опис
Довжина річки приблизно 4 км. Формується з багатьох безіменних струмків.  

## Розташування
Бере  початок  у селі Великий Ключів. Тече переважно на північний схід  і на північній околиці села Мишин впадає у річку Лючку, ліву притоку Пістиньки.
Річку перетинає автомобільна дорога Р24